# Phalonidia chloridia
Phalonidia chloridia es una especie de polilla del género Phalonidia, categorizada en la tribu Cochylini, de la subfamilia Tortricinae.
Fue descrita por Razowski & Becker en 1994 y publicada en SHILAP Revta. Lepid. 22: 26. Se distribuye por América del Sur: Brasil, en el distrito federal de Planaltina.